# Chino Valley
Chino Valley est une ville située dans le comté de Yavapai dans l'État de l'Arizona aux États-Unis. Selon le Bureau des recensements en 2006, la population y est de 10 503 habitants.

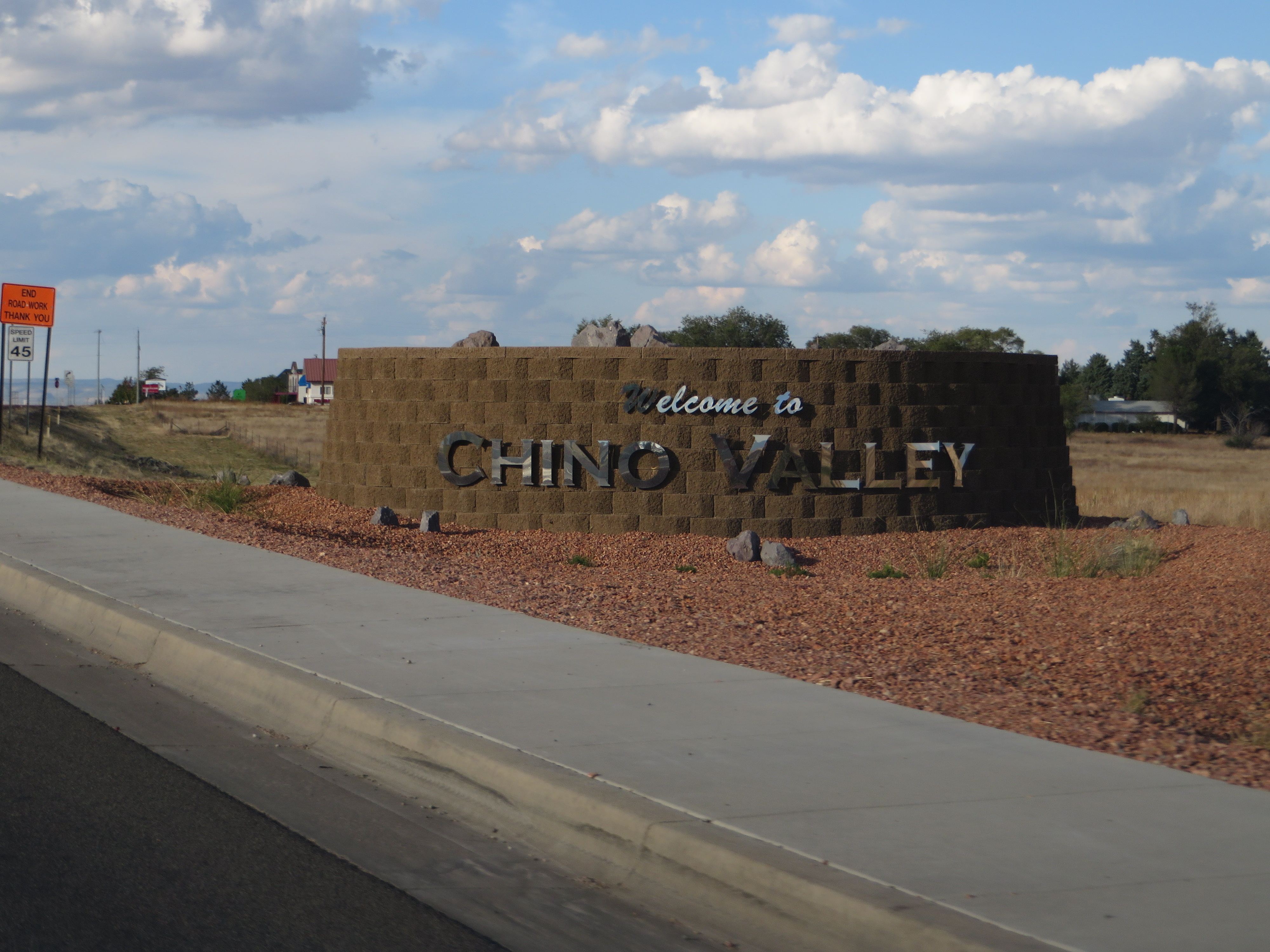
Panneau de bienvenue de Chino Valley

## Démographie
| 1970 | 1980  | 1990  | 2000  | 2010   | - |
| ---- | ----- | ----- | ----- | ------ | - |
| 803  | 2 858 | 4 837 | 7 835 | 10 817 | - |

## Annexe